# آرتاوازاد یغیازاریان
آرتاوازاد میکائیلی یغیازاریان (ارمنی: Արտավազդ Միքայելի Եղիազարյան؛ زادهٔ ۲۳ ژوئن ۱۸۹۹ - درگذشته ۱۶ مارس ۱۹۷۴) یک کارشناس آموزشی و سیاستمدار اهل ارمنستان بود که از تاریخ ۲۱ نوامبر ۱۹۲۹ تا تاریخ ۲۸ اوت ۱۹۳۱و سپس دوباره از تاریخ ۲۶ ژوئن ۱۹۳۴ تا تاریخ ۲۰ فوریه ۱۹۳۶سمت وزیر فرهنگ ارمنستان شوروی را برعهده داشت.

## زندگی‌نامه
در ۲۳ ژوئن ۱۸۹۹ در جلال‌اوغلی به دنیا آمد و از مدرسه نرسیسیان فارغ‌التحصیل شد. وی همچنین برنده نشان لنین شده است. وی در ۱۶ مارس ۱۹۷۴ در سن ۷۵ سالگی در ایروان درگذشت.